# Supercopa de España de Baloncesto 2024
La Supercopa de España de Baloncesto 2024 o Supercopa Endesa fue la 21.ª edición del torneo desde que está organizada por la ACB y la 25.ª desde su fundación. Se disputó en el Palacio de Deportes de Murcia los días 21 y 22 de septiembre de 2024.
El Unicaja Málaga se proclamó campeón por primera vez en su historia, rompiendo una racha del Real Madrid de seis títulos consecutivos.

## Equipos participantes
Los equipos participantes de acuerdo a los criterios de participación establecidos por la ACB fueron:
| Equipo         | Clasificación                                                                                 | Participación |
| -------------- | --------------------------------------------------------------------------------------------- | ------------- |
| Real Madrid    | Campeón de la Liga ACB 2023-24, Campeón de la Copa del Rey 2024, Campeón de la Supercopa 2023 | 22.ª          |
| UCAM Murcia    | Anfitrión y subcampeón de la Liga ACB 2023-24                                                 | 2.ª           |
| Unicaja Málaga | Tercer clasificado de la Liga ACB 2023-24                                                     | 7.ª           |
| Barça          | Cuarto clasificado de la Liga ACB 2023-24                                                     | 20.ª          |

## Cuadro
El sorteo de las semifinales, que tuvo lugar el 22 de agosto de 2024 en el murciano Palacio de San Esteban, determinó el siguiente cuadro:
|  | Semifinales    | Semifinales |                |             | Final | Final |  |
|  |                |             |                |             |       |       |  |
|  |                |             |                |             |       |       |  |
|  | Real Madrid    | 89          |                |             |       |       |  |
|  | Real Madrid    | 89          |                |             |       |       |  |
|  | Barça          | 83          |                |             |       |       |  |
|  | Barça          | 83          |                | Real Madrid | 80    |       |  |
|  |                |             |                | Real Madrid | 80    |       |  |
|  |                |             | Unicaja Málaga | 90          |       |       |  |
|  | UCAM Murcia    | 78          | Unicaja Málaga | 90          |       |       |  |
|  | UCAM Murcia    | 78          |                |             |       |       |  |
|  | Unicaja Málaga | 84          |                |             |       |       |  |
|  | Unicaja Málaga | 84          |                |             |       |       |  |
|  |                |             |                |             |       |       |  |

### Semifinales
| 21 de septiembre de 2024, 18:30 (CEST) | Real Madrid                                             | 89–83                    | Barça                                                  | Murcia |  |
|                                        | Parciales: 20-18, 21-24, 26-19, 22-22                   |                          |                                                        | |  |
|                                        | Estadísticas Campazzo 18 Deck 10 Campazzo 6 Campazzo 33 | Reporte Pts Reb Asts Val | Estadísticas 17 Parker 6 Metu 8 Laprovíttola 17 Parker | Pabellón: Palacio de Deportes de Murcia Asistencia: 7400 espectadores Árbitros: Carlos Peruga Fernando Calatrava Luis Miguel Castillo Televisión: Movistar+ |  |

| 21 de septiembre de 2024, 21:30 (CEST) | UCAM Murcia                                            | 78–84                    | Unicaja Málaga                                                | Murcia |  |
|                                        | Parciales: 21-20, 16-17, 24-23, 17-24                  |                          |                                                               | |  |
|                                        | Estadísticas Håkanson 14 Birgander 7 Ennis 5 Kurucs 16 | Reporte Pts Reb Asts Val | Estadísticas 19 Osetkowski 7 Osetkowski 7 Perry 26 Osetkowski | Pabellón: Palacio de Deportes de Murcia Asistencia: 7400 espectadores Árbitros: Miguel Ángel Pérez Pérez Emilio Pérez Pizarro Iyán González Televisión: Movistar+ |  |

### Final
| 22 de septiembre de 2024, 20:00 (CEST) | Real Madrid                                                   | 80–90                    | Unicaja Málaga                                     | Murcia |  |
|                                        | Parciales: 19-32, 26-17, 18-19, 17-22                         |                          |                                                    | |  |
|                                        | Estadísticas Campazzo 19 Tavares 13 Sergio Llull 3 Tavares 16 | Reporte Pts Reb Asts Val | Estadísticas 22 Taylor 6 Taylor 6 Taylor 29 Taylor | Pabellón: Palacio de Deportes de Murcia Asistencia: 7400 espectadores Árbitros: Carlos Peruga Sergio Manuel Iyán González Televisión: Movistar+ |  |